# 2016년 중화민국 총통 선거
2016년 중화민국 총통 선거(중국어: 2016年中華民國總統選舉)는 중화민국의 총통을 선출하기 위해 2016년 1월 16일에 실시되었다. 중국국민당의 주리룬과 민주진보당의 차이잉원, 친민당의 쑹추위 후보가 주요 후보였고, 차이잉원이 당선 되어 중화민국 최초의 여성 총통이 나오게 되었다.

## 선거 주요 쟁점
2016년 중화민국 총통 선거는 중화인민공화국과의 관계와 경제 문제가 주요 쟁점이었다.
이미 2014년 중화민국의 청년들은 중화인민공화국과의 서비스 협정 문제로 입법원 청사를 점거하고 농성한 일이 있었다. 또한 중화민국 청년들의 첫 월급은 2만 2천 신 대만 달러였을 정도로 경제난이 매우 심각하였다. 타이베이등 주요 도시의 부동산 가격 상승으로 주택 마련도 힘들어졌고, 마잉주 정부는 감세 정책에 따라 법인세를 25%에서 17%까지 낮추는등의 정책을 수행하였지만, 중화민국의 2014년 경제 성장률은 1%에 그쳤다. 이와 함께 추진된 중화인민공화국과의 경제 교류는 중화민국 경제, 특히 민생경제에 문제가 되었다. 한때 중화민국의 GDP는 대한민국과 비슷하였으나, 대한민국의 경제 성장과 중화민국의 경기 침체등의 영향으로 선거 즈음의 중화민국의 GDP는 대한민국의 37% 수준으로 전락하였다.
중화인민공화국과의 관계에 대해서 주리룬은 중화인민공화국과 1992년 합의한 사안인 이른바 92공식 원칙을 재확인하고 중화인민공화국과 우호적인 관계를 마잉주 시대와 유사한 정책을 내걸었으며, 차이잉원은 TV 토론에서 “92공식은 하나의 선택권일 뿐 유일한 것이 아니다” 라고 발언하였다. 덧붙여 차이잉원은 "중화인민공화국과 소통할 것, 중화인민공화국을 도발하지 않을 것, 양안 관계에 있어서 의외의 이벤트를 벌이지 않을 것"을 강조하였다.

### 쯔위 청천백일만지홍기 사건
선거 직전, 중화민국 출신 K-POP 그룹 트와이스의 구성원 쯔위가 한국 MBC TV 프로그램 〈마이 리틀 텔레비전〉 인터넷 본방송에서 청천백일만지홍기를 사용한 문제로 사건이 빚어진 소식이 타이완으로 전해지자 선거 막판의 주요 논쟁이 되었고, 실제로 차이잉원과 민주진보당이 1%~2% 더 많은 득표율을 기록한 결정적인 변수로 작용하였다고 타이완 언론 연합보가 보도하였다. 홍콩 언론 사우스차이나모닝포스트는 실제 차이잉원의 득표율 중 19.5%인 134만표가 쯔위 사건에 분노한 젊은층, 이른바 "딸기 세대"가 차이잉원과 민주진보당에 투표하게 된것의 결과라고 밝혔다.
차이잉원과 주리룬은 이 사건과 관련하여 각각 “많은 국민이 마음 아파하고 심지어 분노까지 느끼고 있다. ‘중화민국’ 국민이 국기를 흔드는 것은 국가와의 일체감을 표시하는 행위로 이를 억누르려 해서는 안된다. 쯔위는 강압적으로 마음과 다른 일(사과)을 했을 것이다” (차이잉원), “매우 가슴 아프다. 나는 쯔위를 성원하며 대만의 민주자유를 자부심으로 삼아 국기를 흔드는 친구들과 영원히 같은 편에 서겠다” (주리룬) 라고 입장을 밝혔다.
차이잉원은 당선 직후 회견을 통하여 해당 사건을 언급하면서 "요즘 한 뉴스가 사회를 흔들고 있다. 한국서 16살의 여학생 연예인이 국기를 흔들다가 억압을 받은 사건은 많은 대만인들의 불만을 불러일으켰다. 이 일은 제가 영원히 국가를 단결, 강화 시키도록 상기시키도록 자극, 당부하는 사건이다. 제가 총통으로서 가장 중요한 책임 느끼는 것이 바로 이 점이다" 라고 발언하였으며 "세계 어디에서도 대만인들이 억압받지 않고 대만 국기를 흔들 수 있도록 어떤 노력을 하겠는가?"라는 외신 기자의 첫 물음에 "한 국가의 국민이 국기를 흔드는 것은 모두가 존중해야할 정당한 권리다. 누구도 국민이 자신의 국기를 흔드는 것을 억압할 수 없다. 이는 세계 모든 국가들이 인정하고 존중해야하는 문제이다"라고 답했다.

## 선거 관련 문화
중국국민당과 민주진보당 양당은 선거 관련 상품을 판매하여 선거 자금을 모금하였다. 민진당은 차이잉원의 얼굴을 그린 상품을 판매하였고, 국민당도 국민당 정부 시대를 상기하는 사진엽서등을 판매하였다. 한편 중화민국 선거법에는 재외국민투표와 부재자투표 제도가 없기 때문에, 중화민국의 유권자는 주민등록상 주소지에 실제로 거주하지 않더라도 투표를 하려면 주민등록상 주소지까지 가서 투표를 해야하는데, 이로 인해 중화인민공화국 등 중화민국 영역 바깥에 거주하는 중화민국 국민들은 투표를 위해 귀국하였고, 이에 맞춰 각 진영은 귀국 동포를 환영하는 구호를 내걸었다. 또한 민주진보당은 자신들의 주요 지지기반인 대학생들의 귀향 투표 참여 및 지지 호소를 위하여 TV 광고 방송을 제작하였다.

## 출마 후보
| 기호     | 1 | 1                                    | 2                                                                                                | 2                                | 3 | 3 |
| 정당     | 중국국민당 | 무소속                               | 민주진보당                                                                                       | 무소속                           | 친민당                                                                                                | 민국당 |
| 정부총통 | 총통 | 부총통                               | 총통                                                                                             | 부총통                           | 총통                                                                                                  | 부총통 |
| 후보     | 주리룬 | 왕루쉬안                             | 차이잉원                                                                                         | 천젠런                           | 쑹추위                                                                                                | 쉬신잉 |
| 약력     | - 입법원 제 4대 위원 (1998-2001) - 타오위안현 제 14-15대 현장 (2001-2009) - 행정원 부원장（2009-2010) - 신베이시 제 1-2대 시장（2010-2018) - 국민당 주석(2015-2016) | - 행정원 노동위원회 주위（2008-2012) | - 입법원 제 6대 위원 (2004-2006) - 행정원 부원장（2006-2007) - 민진당 주석(2008-2012；2014-2018) | - 행정원 보건부 부장 (2003-2005) | - 친민당 주석 (2000- ) - 타이완성정부 제 1대 성장 (1994-1998) - 타이완성정부 제 14대 주석 (1993-1994) | - 신주 현 의회의원 (2005-2012) - 행정원 하카위원회 자문위원（2008-2011) - 국민당 당대표(2009-2015) - 입법원 제 8대 위원 (2012-2016) - 국민당 중앙상임위원 (2013-2015) - 입법원신연맹 사무총장 (2015-2016) - 민국당 주석 (2015-2018) |
| 출생지   | 타이완 타오위안현 | 타이완 타이베이시                    | 타이완 타이베이시                                                                                | 타이완 가오슝 현                 | 허난성                                                                                                | 타이완 신주 현 |

## 선거 결과

### 득표 현황
| 기호        | 정당        | 정당              | 후보        | 후보        | 득표수     | 득표율 | 당락   |
| ----------- | ----------- | ----------------- | ----------- | ----------- | ---------- | ------ | ------ |
| 기호        | 정당        | 정당              | 총통        | 부총통      | 득표수     | 득표율 | 당락   |
| 1           |             | 중국국민당·무소속 | 주리룬      | 왕루쉬안    | 3,813,365  | 31.04% | 낙선   |
| 2           |             | 민주진보당·무소속 | 차이잉원    | 천젠런      | 6,894,744  | 56.12% | 당선   |
| 3           |             | 친민당·민국당     | 쑹추위      | 쉬신잉      | 1,576,861  | 12.83% | 낙선   |
| 합계·유효표 | 합계·유효표 | 합계·유효표       | 합계·유효표 | 합계·유효표 | 12,284,970 |        |        |
| 무효표      | 무효표      | 무효표            | 무효표      | 무효표      | 163,332    |        |        |
| 총투표수    | 총투표수    | 총투표수          | 총투표수    | 총투표수    | 12,448,302 |        |        |
| 선거인수    | 선거인수    | 선거인수          | 선거인수    | 선거인수    | 18,782,991 | 투표율 | 66.27% |

### 지역별 득표 현황
| 지역        | 선거인수  | 주리룬· 왕루쉬안 | 차이잉원·천젠런 | 쑹추위·쉬신잉 | 합계·유효표 | 무효표 | 투표율 |
| ----------- | --------- | ---------------- | --------------- | ------------- | ----------- | ------ | ------ |
| 지역        | 선거인수  |                  |                 |               | 합계·유효표 | 무효표 | 투표율 |
| 타이베이시  | 2,175,986 | 546,491          | 757,383         | 153,804       | 1,457,678   | 22,540 | 68.03% |
| 신베이시    | 3,204,367 | 709,374          | 1,165,888       | 252,486       | 2,127,748   | 26,481 | 67.23% |
| 지룽시      | 306,548   | 68,357           | 93,402          | 31,955        | 193,714     | 2,432  | 63.99% |
| 이란 현     | 369,211   | 59,216           | 144,798         | 29,288        | 233,302     | 3,188  | 64.05% |
| 타오위안 시 | 1,627,598 | 369,013          | 547,573         | 156,518       | 1,073,104   | 11,898 | 66.66% |
| 신주 현     | 412,731   | 94,603           | 114,023         | 59,510        | 268,136     | 3,803  | 65.89% |
| 신주 시     | 328,580   | 71,771           | 113,386         | 36,198        | 221,355     | 3,138  | 68.32% |
| 먀오리 현   | 448,520   | 107,779          | 130,461         | 48,788        | 287,028     | 3,652  | 64.81% |
| 타이중시    | 2,138,519 | 430,005          | 793,281         | 218,810       | 1,442,096   | 19,800 | 68.36% |
| 장화 현     | 1,022,962 | 193,117          | 378,736         | 98,807        | 670,660     | 10,921 | 66.63% |
| 난터우 현   | 415,122   | 83,604           | 136,104         | 40,868        | 260,576     | 3,649  | 63.65% |
| 윈린 현     | 566,207   | 86,047           | 218,842         | 40,236        | 345,125     | 4,997  | 61.84% |
| 자이 현     | 430,885   | 65,425           | 182,913         | 31,469        | 279,807     | 4,295  | 65.93% |
| 자이 시     | 210,758   | 38,822           | 83,143          | 16,926        | 138,891     | 1,492  | 66.61% |
| 타이난시    | 1,528,246 | 219,196          | 670,608         | 103,432       | 993,236     | 12,457 | 65.81% |
| 가오슝시    | 2,254,324 | 391,823          | 955,168         | 159,765       | 1,506,756   | 18,117 | 67.64% |
| 핑둥 현     | 689,170   | 121,291          | 285,297         | 42,768        | 449,356     | 5,595  | 66.01% |
| 타이둥 현   | 179,547   | 43,581           | 37,517          | 16,565        | 97,663      | 1,208  | 55.07% |
| 화롄 현     | 267,862   | 73,894           | 57,198          | 23,751        | 154,843     | 2,342  | 58.68% |
| 펑후 현     | 84,222    | 12,564           | 21,658          | 8,401         | 42,623      | 643    | 51.37% |
| 진먼 현     | 111,386   | 24,327           | 6,626           | 5,852         | 36,805      | 599    | 33.58% |
| 롄장 현     | 10,240    | 3,065            | 739             | 664           | 4,468       | 85     | 44.46% |

## 내용주
1. ↑  대한민국 원으로 환산할 시 약 77만 8천원
2. ↑  딸기 세대란, 딸기처럼 쉽게 상처받는 무기력한 중화민국의 20, 30대를 의미하는 중화민국 용어이다.